# Vanilla Fudge
Vanilla Fudge est un groupe de rock psychédélique américain, originaire de l'île de Long Island, dans l'État de New York.

## Biographie

### Débuts
Vanilla Fudge est formé à New York en 1967, et est l'un des rares liens entre le rock psychédélique et ce qui devient ensuite le heavy metal. Mark Stein aux claviers, Tim Bogert à la basse, et le batteur Joey Brennan apparaissent sous le nom Pigeons et ils engagent très vite le guitariste Vince Martell. Début 1966, ils se produisent tout au long de la côte est et sortent huit démos qui sont reprises plus tard dans l'album While the Whole World Was Eating Vanilla Fudge, de Mark Stein and the Pigeons. Le groupe est fortement inspiré par The Vagrants, un autre groupe du circuit des clubs mené par Leslie West (futur Mountain).
Avec des arrangements de plus en plus élaborés, le batteur Joey Brennan est remplacé par Carmine Appice qui est bien plus technique. Au début de 1967, le producteur George « Shadow » Morton (qui a déjà produit les Shangri-La) les suit lors d'un concert et, favorablement impressionné par leur prestation (surtout la reprise de You Keep Me Hangin' On), leur propose d'enregistrer un single chez Atco Records (filiale d'Atlantic Records) mais avec l'obligation de changer de nom. Le succès n'est pas celui espéré, mais après la sortie du premier album Vanilla Fudge, le groupe entame une tournée intensive qui permet d'élargir le cercle de leurs fans.
Leur premier album est uniquement constitué de reprises interprétées sur un tempo plus lent que les versions originales, caractérisées par une abondance de chœurs et le jeu d'orgue Hammond caractéristique de Mark Stein. Outre Ticket to Ride et Eleanor Rigby des Beatles, She's Not There des Zombies ou encore Bang Bang de Sonny and Cher ; il comprend You Keep Me Hangin' On des Supremes, dont la version courte sortie en 45 tours atteint l'année suivante la sixième place des charts du Billboard — place également atteinte par l'album lui-même[réf. nécessaire].
En 1968, le succès du groupe se confirme avec leur participation à un concert au Fillmore West en compagnie du Steve Miller Band, leur passage dans The Ed Sullivan Show, et enfin avec la sortie du deuxième album, The Beat Goes On qui les propulse au Top 20. L’été de cette année-là, Atco ressort You Keep Me Hangin' On qui cette fois-ci atteint le Top 10[réf. nécessaire]. Suit Renaissance, considéré comme leur meilleur album, qui atteint aussi le Top 20. Le groupe enchaîne alors les tournées avec Jimi Hendrix, plusieurs concerts dans la tournée d’adieu de Cream, et finalement avec Led Zeppelin.

### Séparation et retours
En 1969, fin des tournées et sortie du premier album sans Morton, le très symphonique Near the Beginning. Après qu'une partie du groupe a enregistré un morceau avec Jeff Beck, l'idée germe de transformer le groupe en un trio exploitant les solos de chacun comme Cream. Épuisé par les tournées incessantes, le groupe décide que la tournée en Europe sera la dernière. Suit leur dernier album Rock and Roll, et après quelques dernières apparitions dans le Farewell Tour, Vanilla Fudge se dissout début 1970 : Bogert et Appice forment Cactus puis rejoignent Jeff Beck au sein de Beck, Bogert and Appice. Carmine Appice continue une carrière de musicien de studio ou de tournée avec un grand nombre de groupes (entre autres, et non des moindres : Rod Stewart, en studio et tournées et co-signe même le hit Do You Think I'm Sexy…) tandis que Mark Stein fonde Boomerang avant de rejoindre le Tommy Bolin Band. Tim Bogert ira, quant à lui, rejoindre Boxer pour l'album Absolutely !.
Vanilla Fudge se reforme en 1984 pour l'album Mystery dans lequel le groupe affiche un son moderne inattendu, et adapte à la sauce 1984 des reprises soul des années 1960, bien que ce soient les compositions du groupe qui dominent. Jeff Beck y joue de la guitare sous le pseudonyme de Jack Toad, pour des raisons contractuelles. Le groupe se reforme à nouveau en 1987, pour une tournée, avant de connaître diverses réunions avec un nouveau claviériste, Bill Pascali, ou depuis 1997 avec tous les membres d'origine. Le Vanilla Fudge des années 2000 reprend ses vieux succès, mais adapte également des chansons des Backstreet Boys, NSYNC ou de Rod Stewart (Da Ya Think I'm Sexy?) coécrite à l'origine avec Carmine Appice). Un nouvel album est sorti en 2007 et des nouveaux enregistrements avaient déjà vu le jour en 2001.
En mars 2008, la formation originale de Vanilla Fudge embarque pour une tournée américaine. Mais en été la même année, Bogert et Appice partent pour se consacrer au groupe Cactus, qui s'est reformé en 2006. Stein et Martell continuent au sein du groupe en 2008 et 2009 sous le nom de Mark Stein and Vince Martell of Vanilla Fudge avec une tournée appelée Let's Pray for Peace, aux côtés de Jimmyjack Tamburo à la batterie, et de Pete Bremy de nouveau à la basse. Out Through the In Door est publié aux US en 2008.

## Membres
- Carmine Appice - batterie
- Tim Bogert - basse
- Vince Martell - guitare
- Mark Stein - claviers, chant

## Discographie
- 1967 : Vanilla Fudge
- 1968 : The Beat Goes On
- 1968 : Renaissance
- 1969 : Near the Beginning
- 1970 : Rock and Roll
- 1984 : Mystery
- 2001 : Vanilla Fudge 2001 (aka The Return; Then and Now)
- 2007 : On through the In Door
- 2015 : Spirit of '67